# ミッコ・フランク
ミッコ・フランク（Mikko Franck, 1979年4月1日 - ）は、フィンランド出身の指揮者。2006年よりフィンランド国立歌劇場の音楽総監督を務める。

## 略歴
5歳でヴァイオリンを弾き始め、7歳の頃には他の書物よりもオーケストラのスコアを読むのを好んだといわれる。彼の最初のお気に入りのスコアはチャイコフスキーの交響曲第6番「悲愴」で、イヤホンで録音を聴きながらよく指揮をしていたという。1992年から、ヘルシンキにあるシベリウス音楽院で幼い頃から続けていたヴァイオリンの勉強を始める。1995年にはヨルマ・パヌラの個人教授を受けるほどにもなり、1996年の秋からシベリウス音楽院でパヌラ教授の指揮の授業に参加するようになった。1998年、卒業資格を得ないまま音楽院での勉強を終える。これは当時、彼の音楽活動が既に国際的なものであったからとされている。
23歳になるまでには、フィルハーモニア管弦楽団、ロンドン交響楽団、ミュンヘン・フィルハーモニー管弦楽団、ベルリン国立歌劇場、イスラエル・フィルハーモニー管弦楽団のほか、北欧の主要なオーケストラにおいて指揮デビューを果たしている。シベリウスの楽曲を収録した最初の録音は、グラミー賞の最優秀オーケストラ演奏部門にノミネートされた。また、フィンランドの作曲家エイノユハニ・ラウタヴァーラの友人でもあり、彼の作品を数多く指揮している。2002年から2007年まで、ベルギー国立管弦楽団の音楽監督・首席指揮者を務めた。
2000年10月にバンベルク交響楽団と共演した初来日ツアーに始まり、2005年10月には日本国内のオーケストラとして初共演となった東京交響楽団との演奏会など、日本にもたびたび訪れている。
2004年、フィンランド国立歌劇場の音楽総監督に指名され、2006年8月に公式に就任した。だが、その後は歌劇場の総監督エルッキ・コルホーネンやマネージャーのペッカ・カウラネンとの信頼関係が悪化したため、2007年2月に突然辞任を表明した。しかし2007年11月には、歌劇場側が彼を芸術監督兼音楽総監督に再び推薦したため、2007年12月に正式にその2つのポストに就任した。契約任期は2008年1月1日から2011年7月31日までで、さらに2年間の任期延長権も与えられた。
2015年からフランス放送フィルハーモニー管弦楽団音楽監督を務める。

## 評価
師のヨルマ・パヌラは「ミッコ・フランクは15歳の時にもう完成された指揮者でしたね」と語っている。